# Wendestelle (Binnenschifffahrt)
Eine Wendestelle bezeichnet in der deutschen Binnenschifffahrt einen Abschnitt eines Flusses oder Kanals, an dem Schiffe die Fahrtrichtung ändern dürfen. Teilweise ist dies durch eine zusätzliche Längenkennzeichnung auf eine maximale Schiffslänge begrenzt.

## Zweck
Wurde die Ladung eines Schiffes gelöscht bzw. wurde es beladen, ist häufig ein Wechsel der Fahrtrichtung zielführend. Dies ist aufgrund der Platzverhältnisse jedoch nicht an jeder Landungsstelle bzw. an jedem Hafen möglich. Hier muss bedacht werden, dass die Schiffe auch immer größer, insbesondere länger, werden. Um das Wenden auch weiterhin zu ermöglichen, werden dazu immer mehr Wendestellen ausgewiesen bzw. neu gebaut.

## Kennzeichnung
Gekennzeichnet werden Wendestellen mit der Bildtafel E.8 „Hinweis auf eine Wendestelle“ bzw. „Hinweis auf eine Wendestelle für Fahrzeuge bis zu der auf der zusätzlichen Tafel angegebenen Länge“. Das Gegenstück dazu ist das Wendeverbot, welches mit der Bildtafel A.8 „Wendeverbot“ gekennzeichnet wird.

E.8 Hinweis auf eine Wendestelle
A.8 Wendeverbot

## Dimensionierung
Bei der Dimensionierung von Wendestellen sollte auf die Richtlinien für Regelquerschnitte von Binnenschifffahrtskanälen geachtet werden. Hier einige Auszüge:
- Sie sind in bedarfsgerechten Abständen zu planen (entscheidend ist die Nähe zu einem Wirtschaftsstandort).
- Sie sollten als trapezförmige, einseitige Ausbuchtung geplant werden (hierdurch wird ein mögliches Verkeilen quer zur Fließrichtung vermieden).
- Sie soll ein freies, unvertäutes Wenden ermöglichen.